# Biserica Curelari
Biserica „Pogorârea Sfântului Duh” - Curelari este localizată în Iași, în cartierul Podul de Fier. Biserica este menționată în documente începând cu secolul al XVII-lea (4 aprilie 1663). Hramul bisericii este „Pogorârea Sfântului Duh”. 
După numele său, se pare că enoriașii bisericii erau în marea lor majoritate membri ai breslei curelarilor, care locuiau pe valea pârâului Cacaina. Se mai închina la această biserică și breasla ciubotarilor conform unui act al Mitropolitului Veniamin din 1814. 
Aspectul actual al bisericii este și rezultatul mai multor renovări și adăugiri, din care se pot menționa cele din 1761 (când s-a construit pridvorul și clopotnița) și 1875 (când a fost renovat interiorul). Biserica a fost incendiată în 1822 din cauza ienicerilor.
Locașul funcționează astazi ca biserică afierosită asociației religioase „Oastea Domnului”, cu binecuvântarea Mitropoliei Moldovei și Bucovinei.
Biserica „Pogorârea Sfântului Duh” - Curelari din Iași a fost inclusă pe Lista monumentelor istorice din județul Iași din anul 2015, având codul de clasificare  IS-II-m-B-03834. 

## Imagini

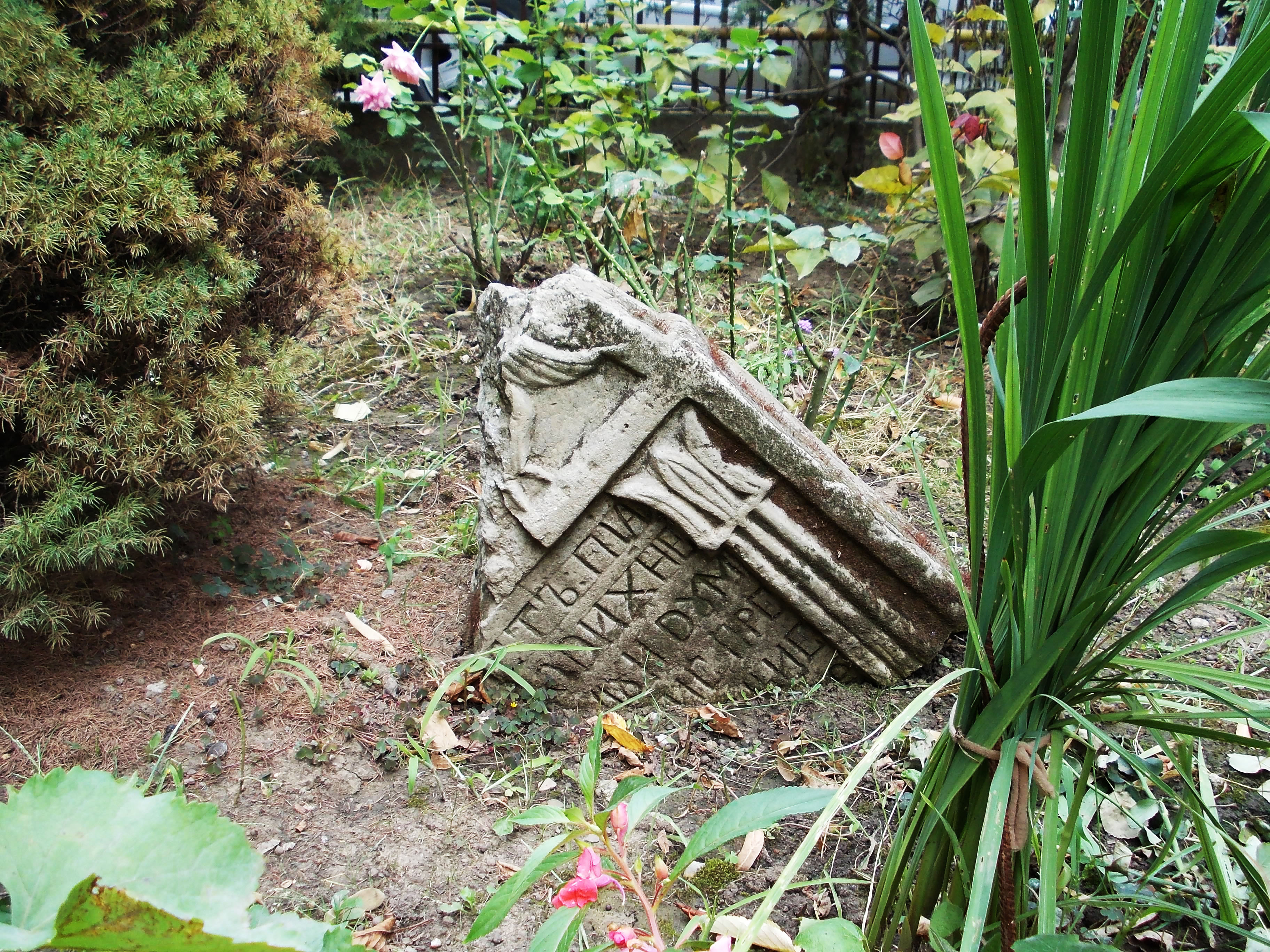
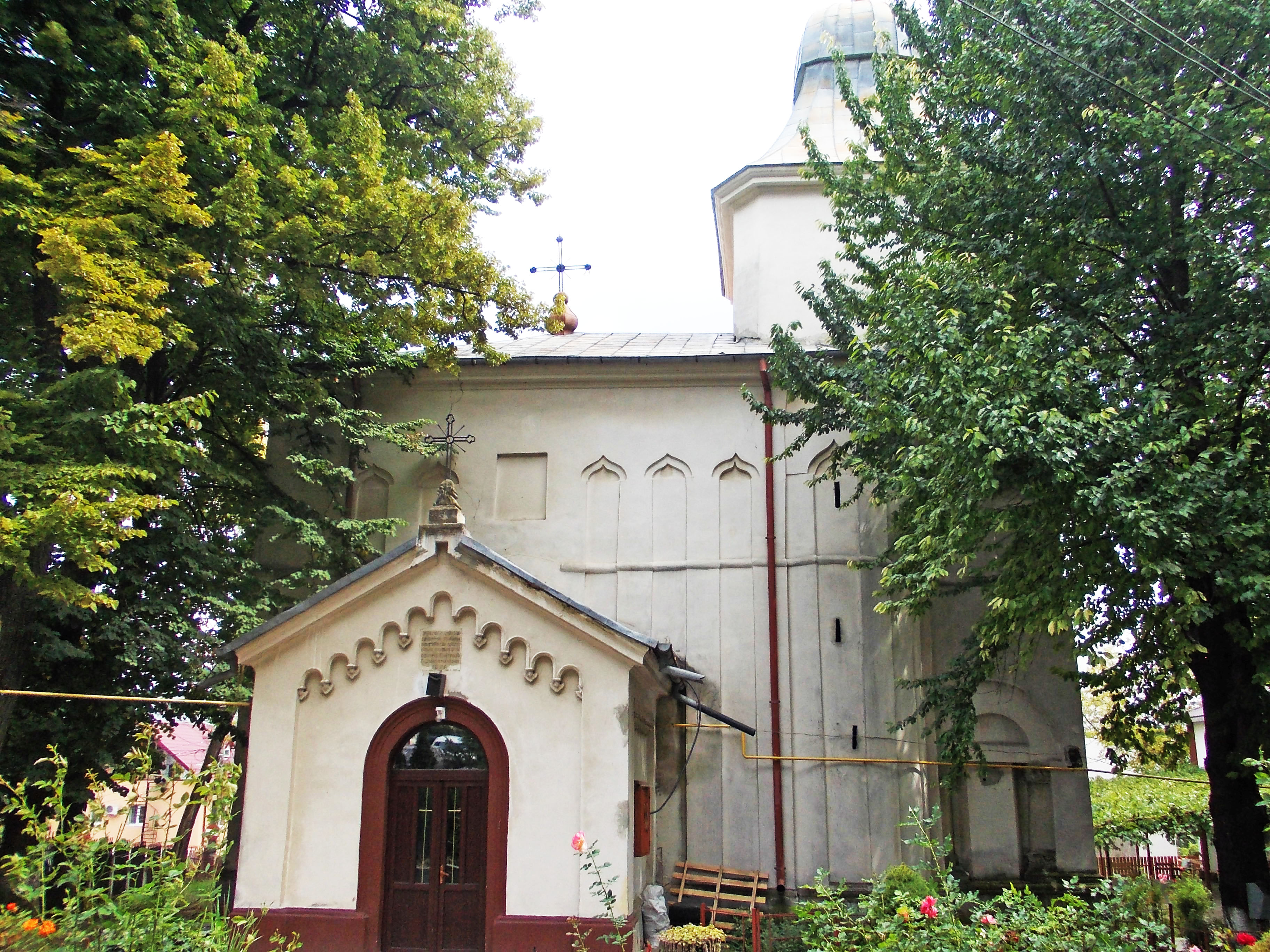
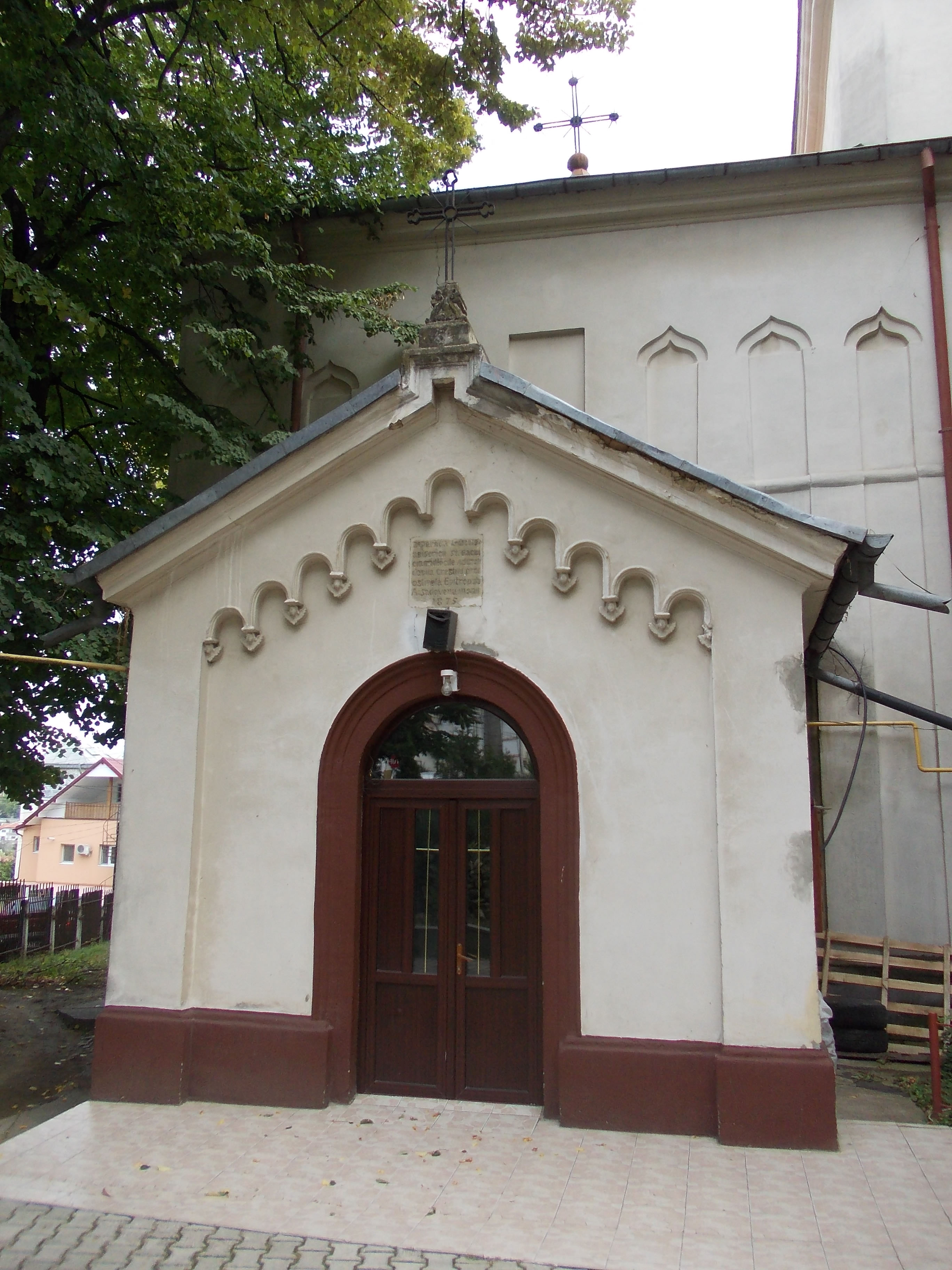
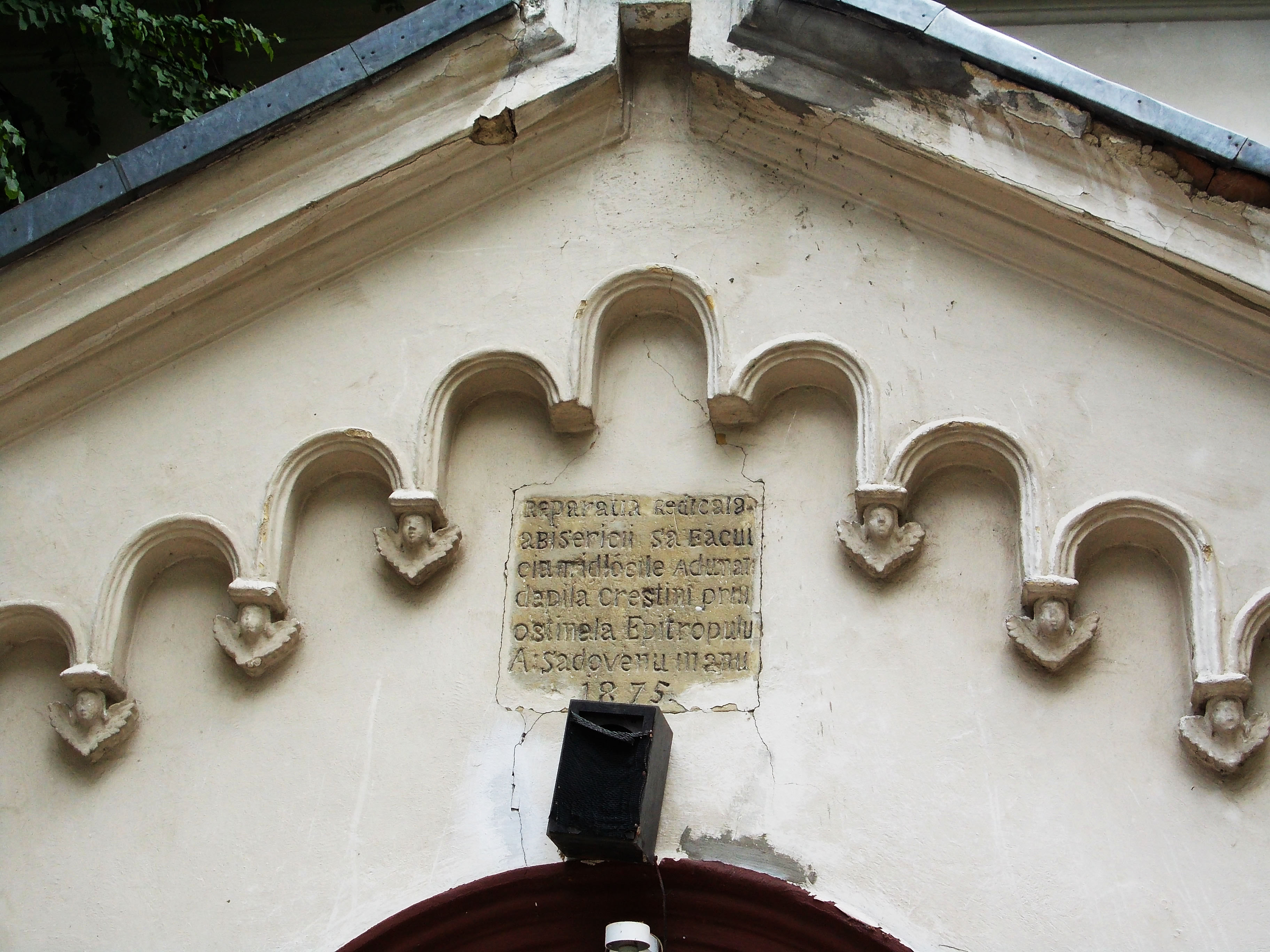
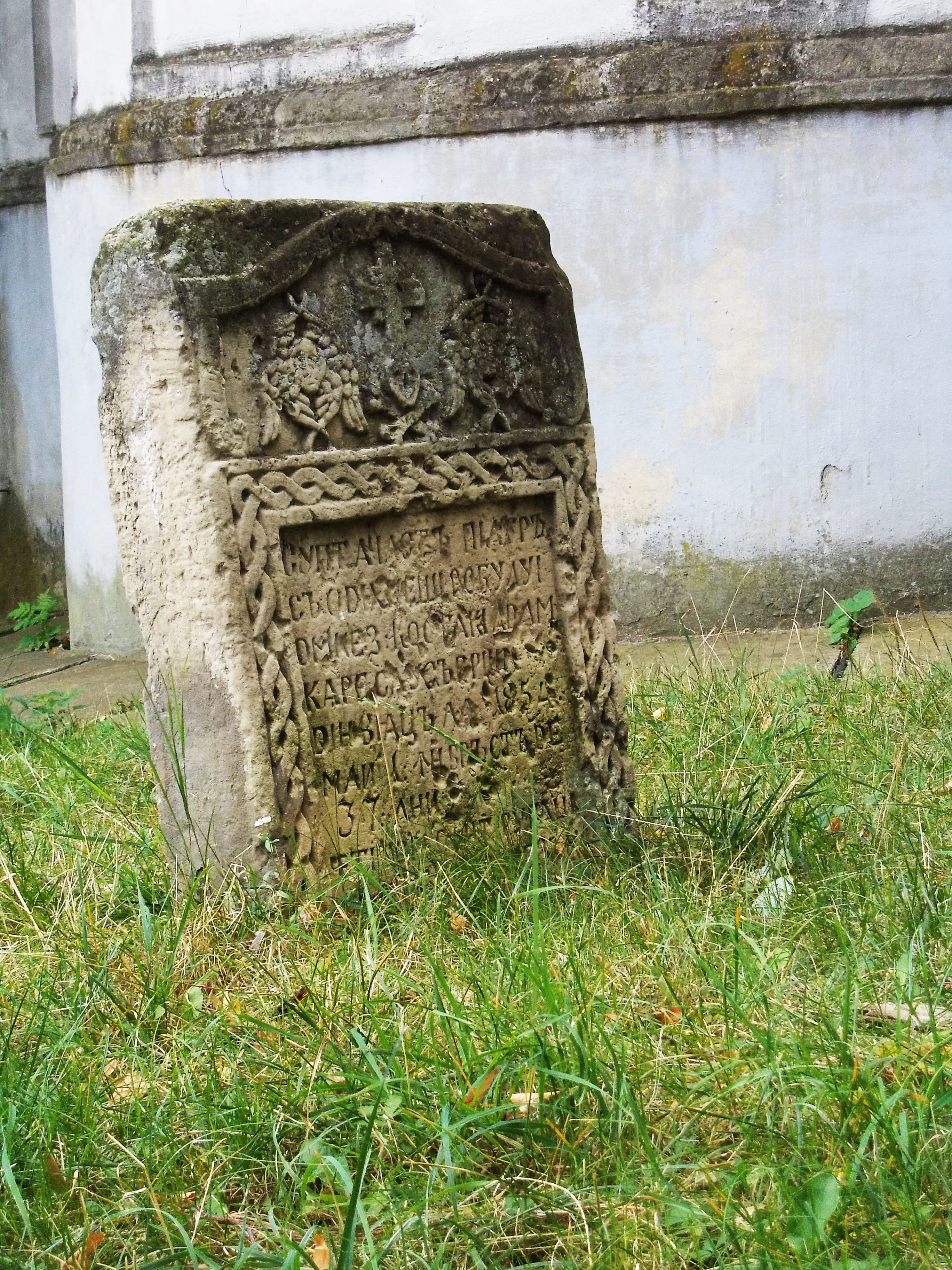
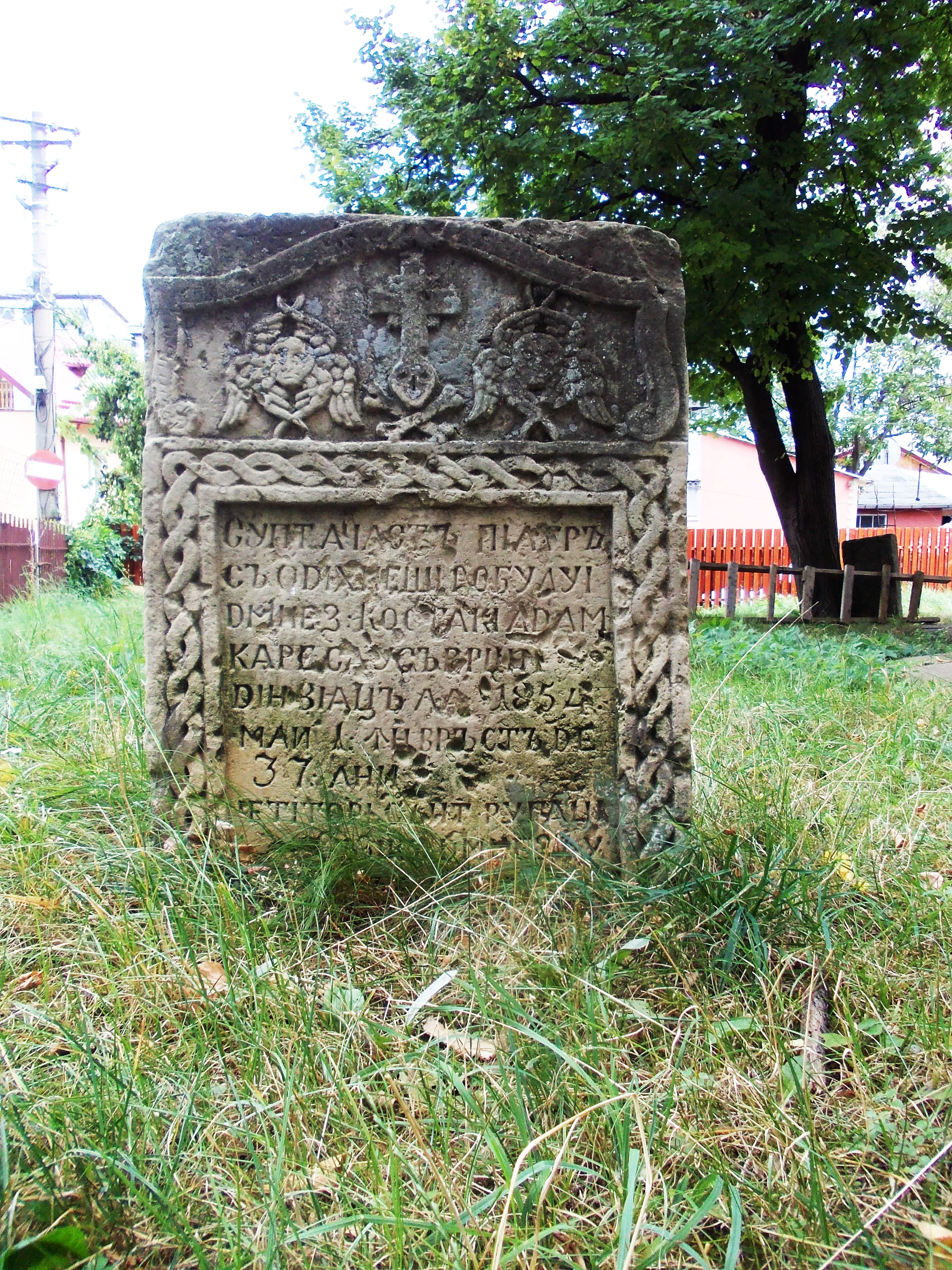
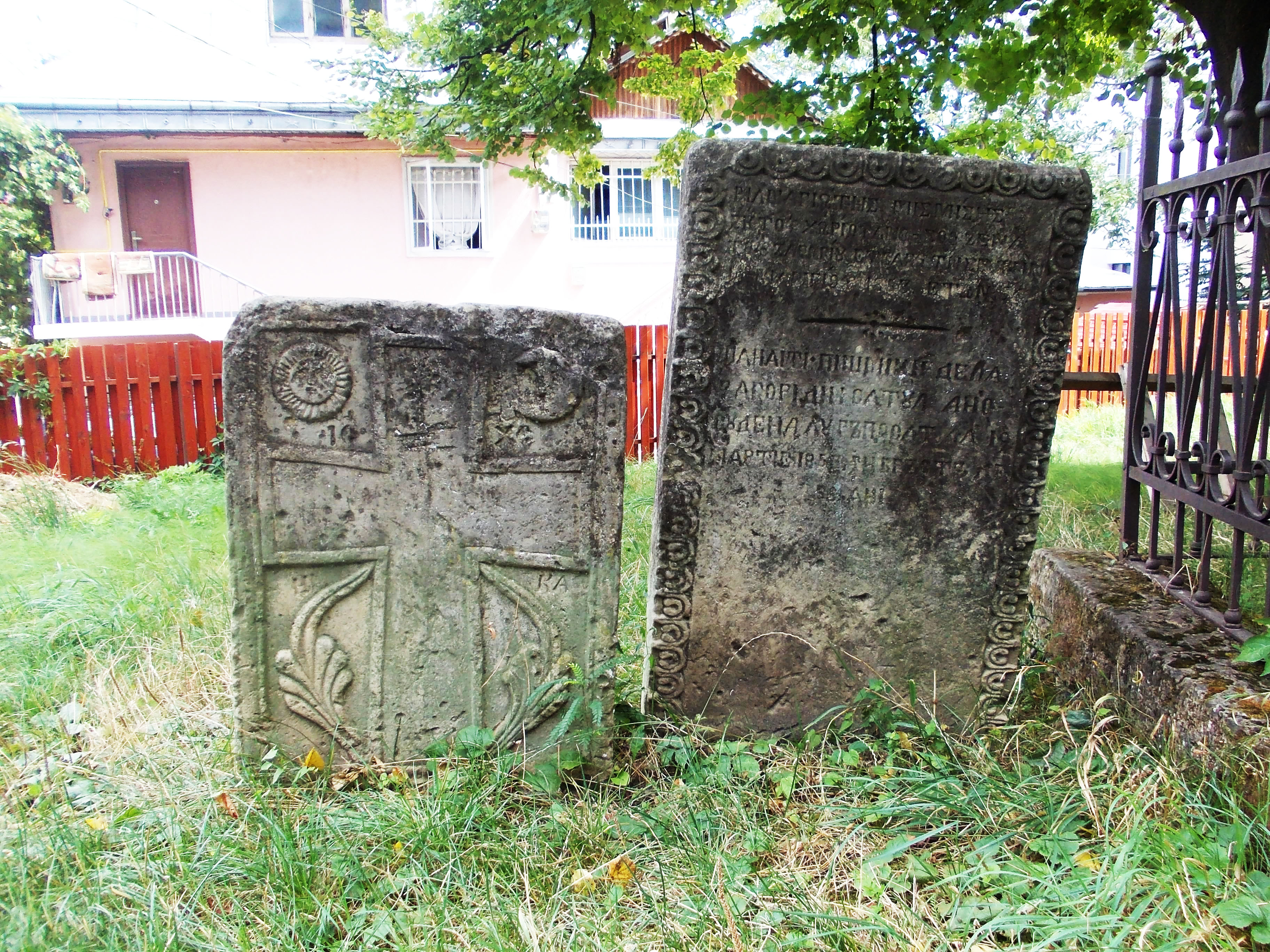
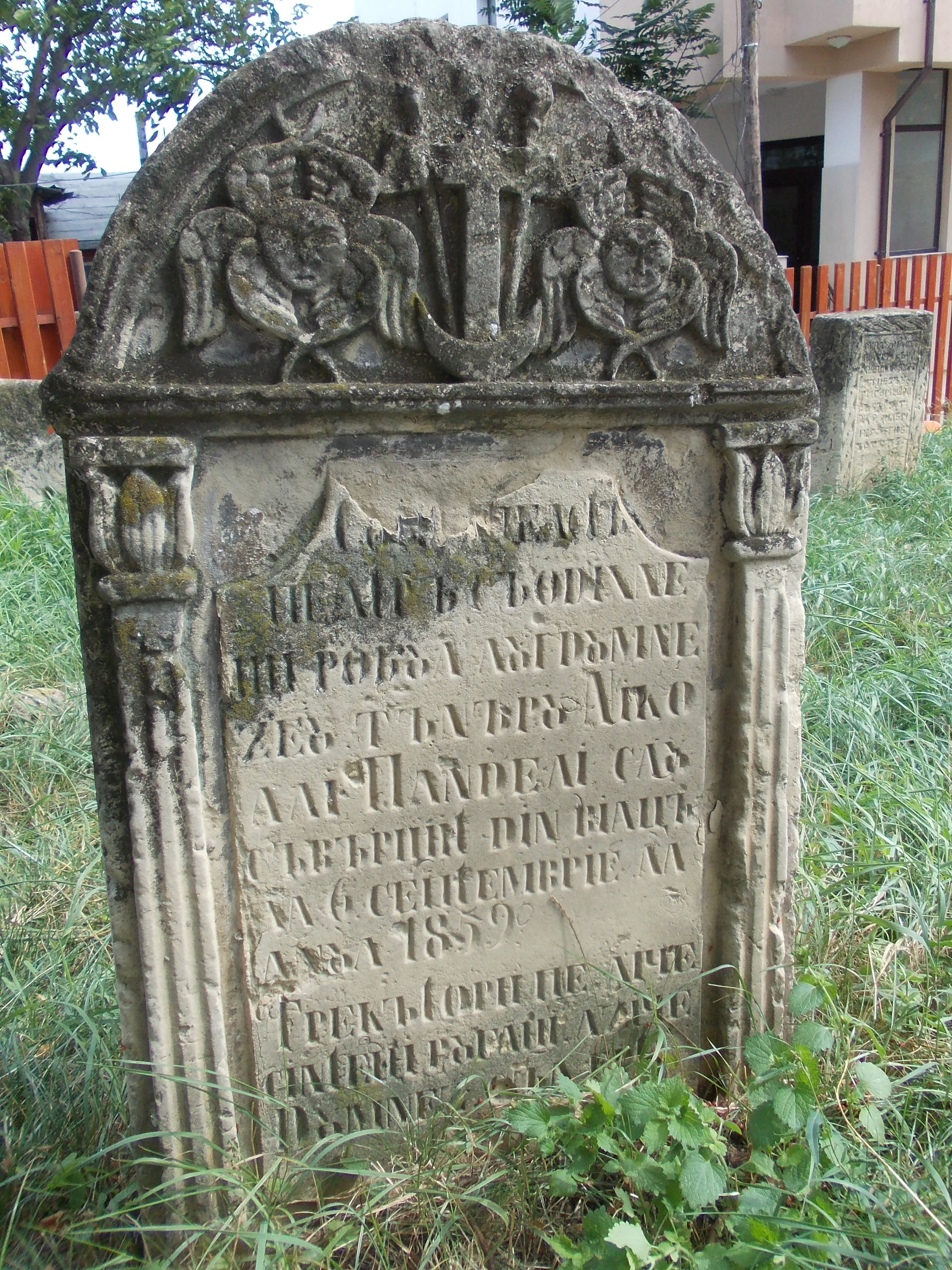
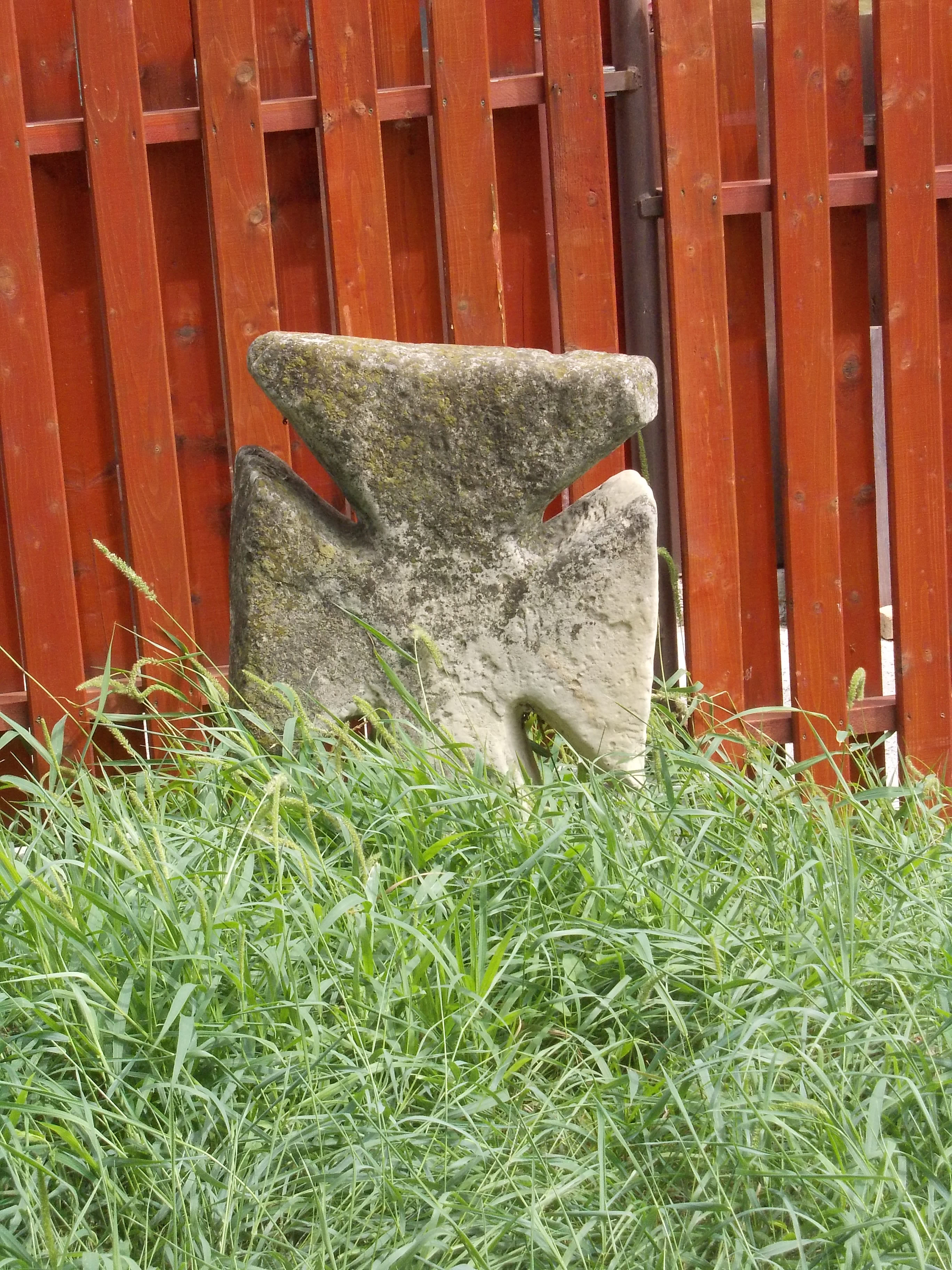
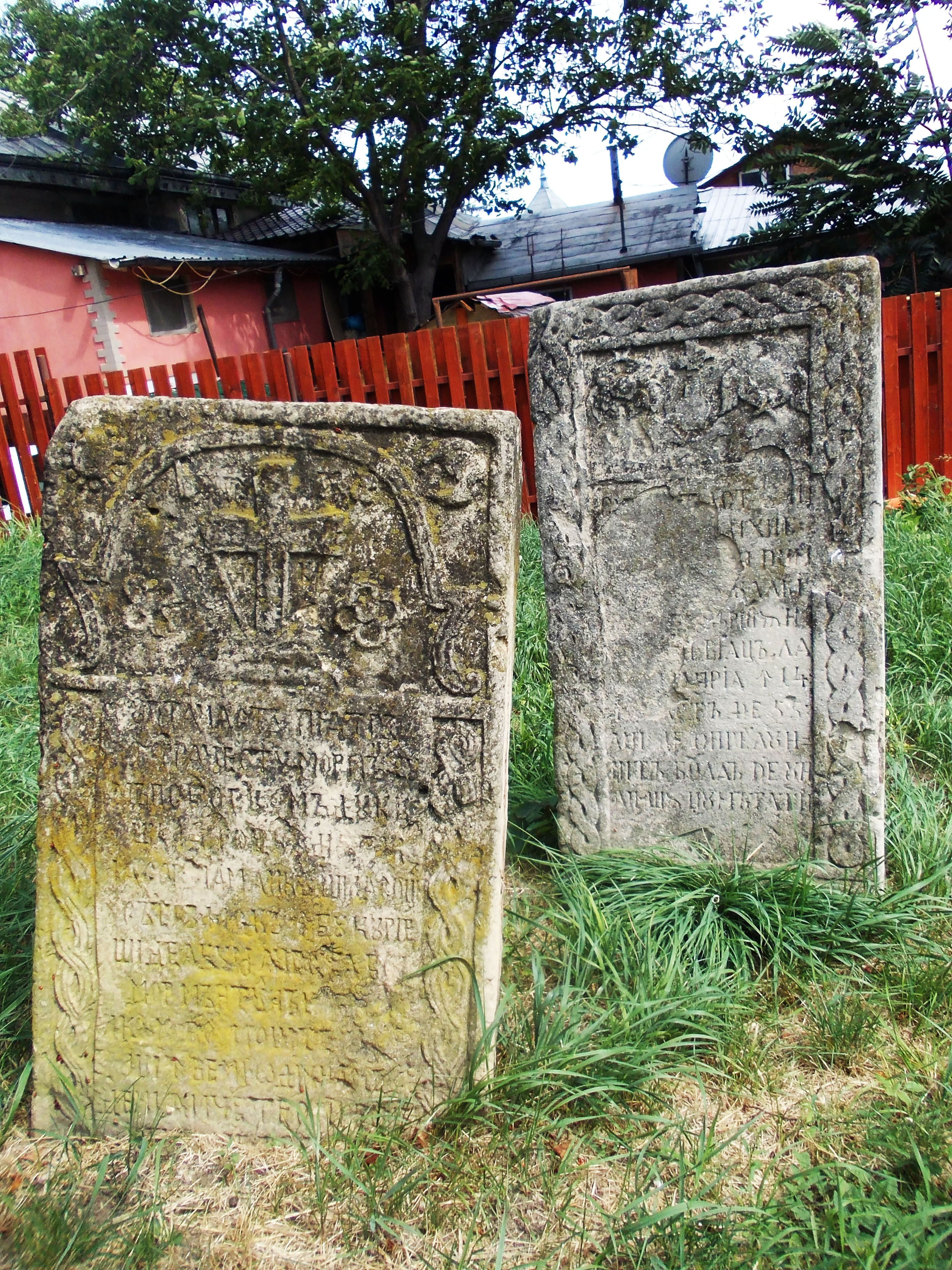
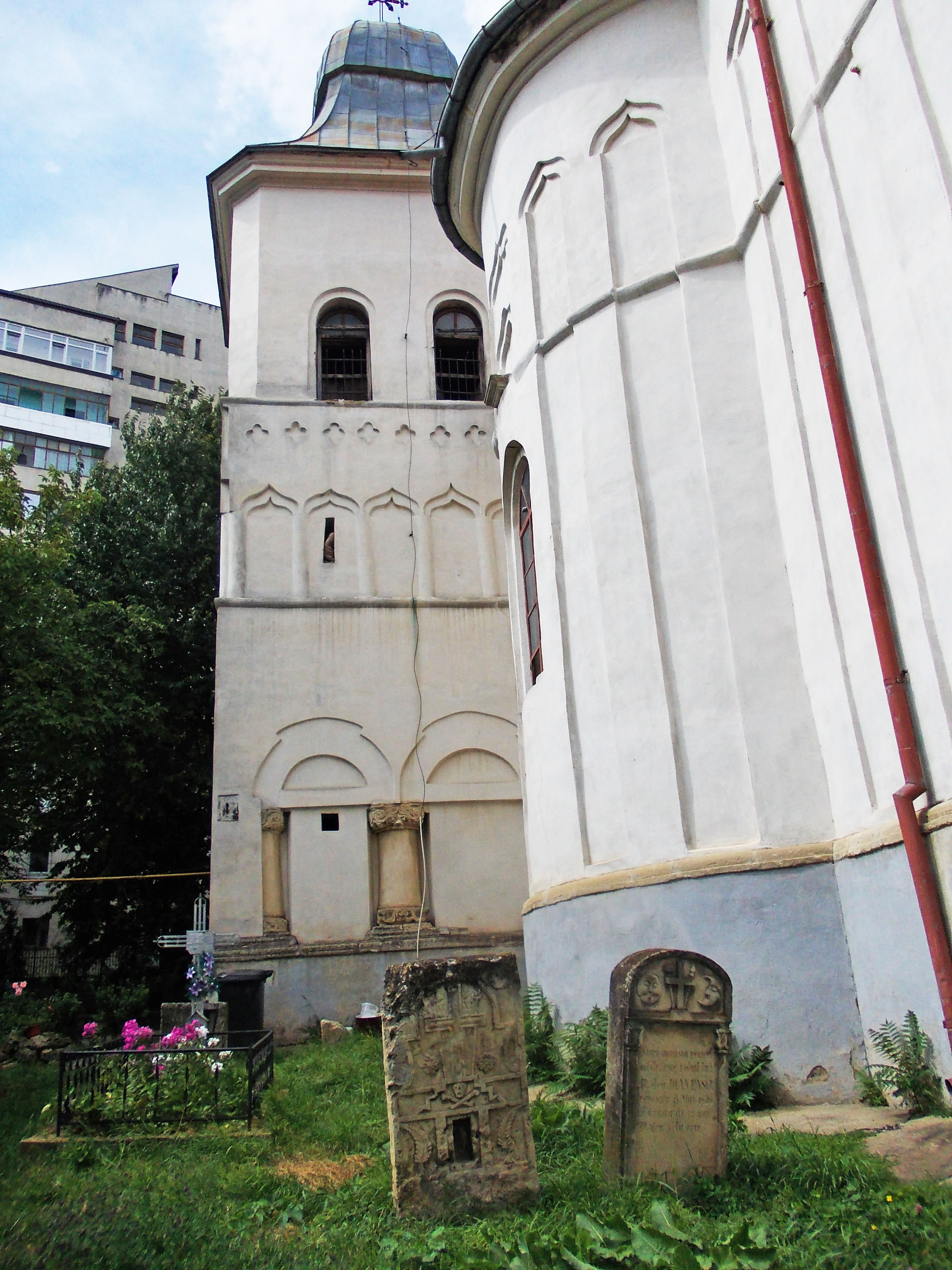
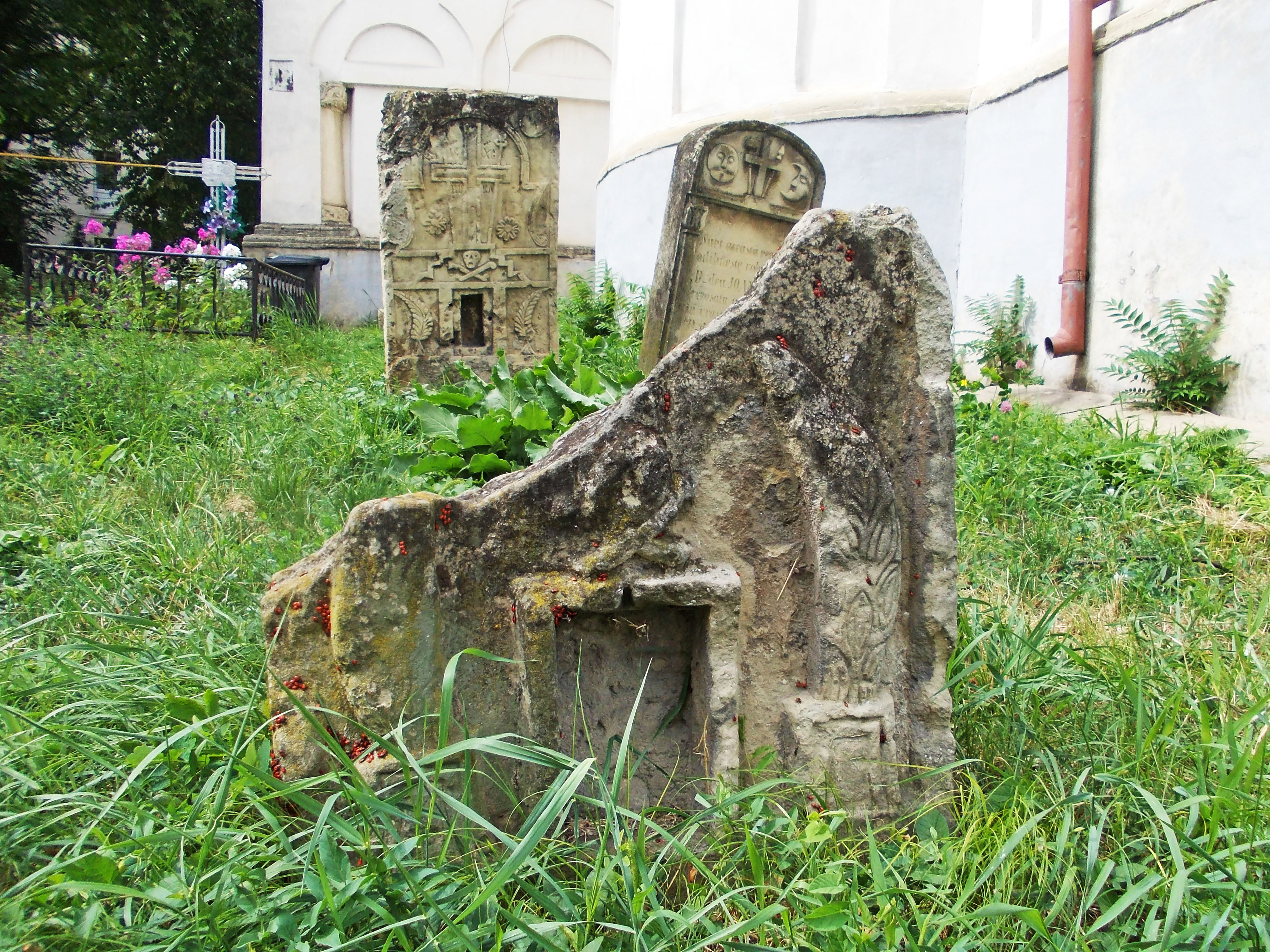
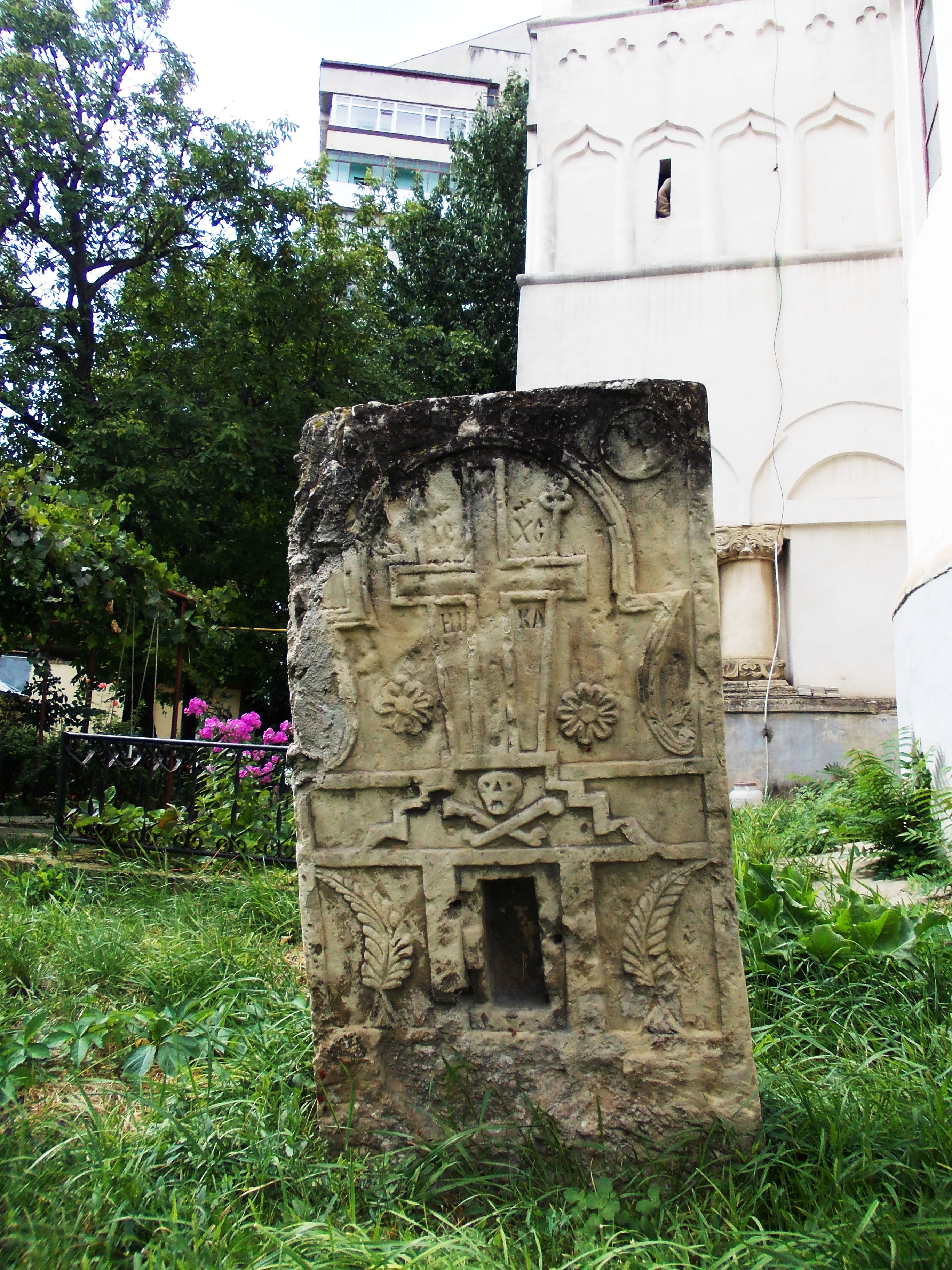
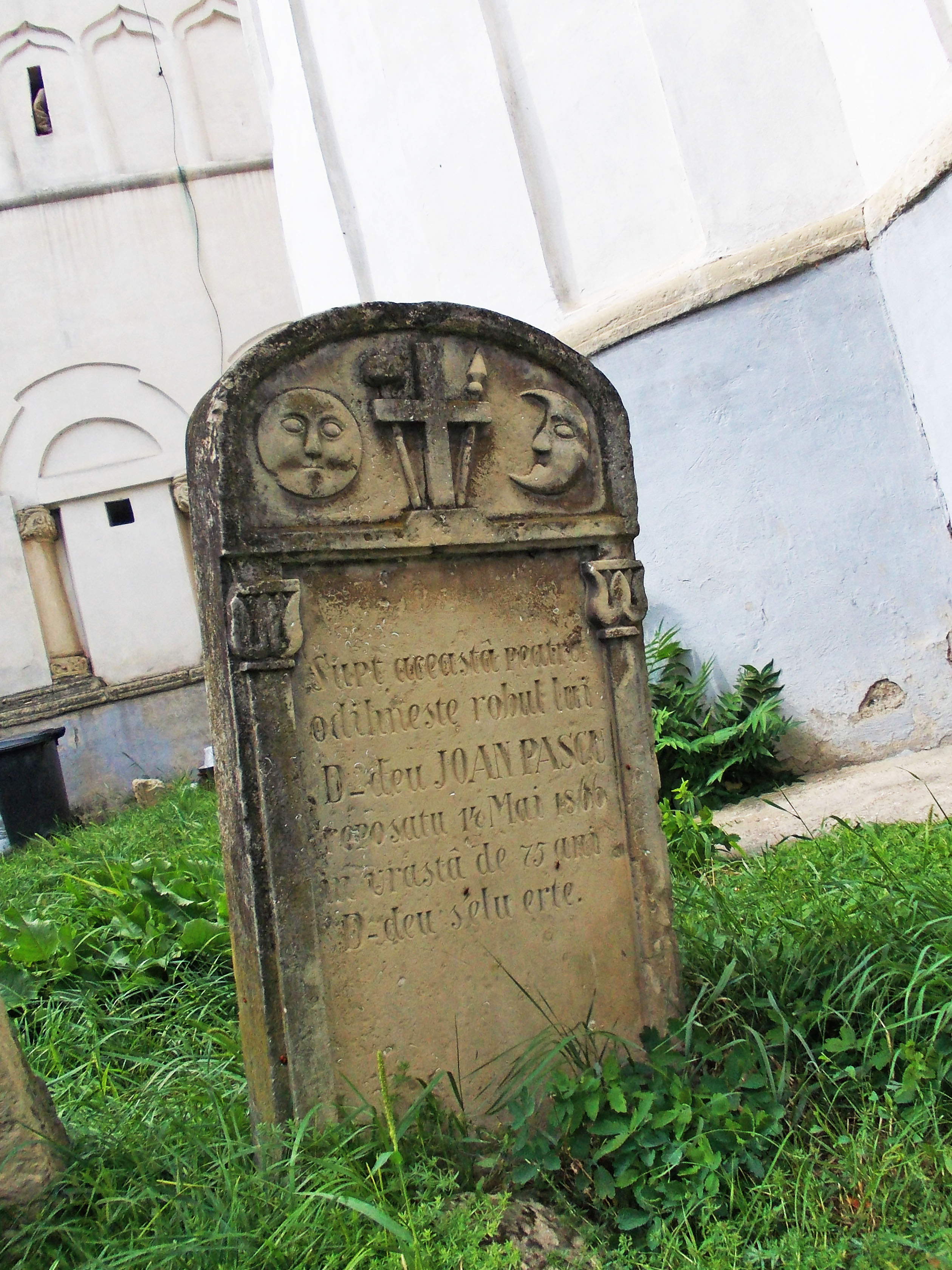
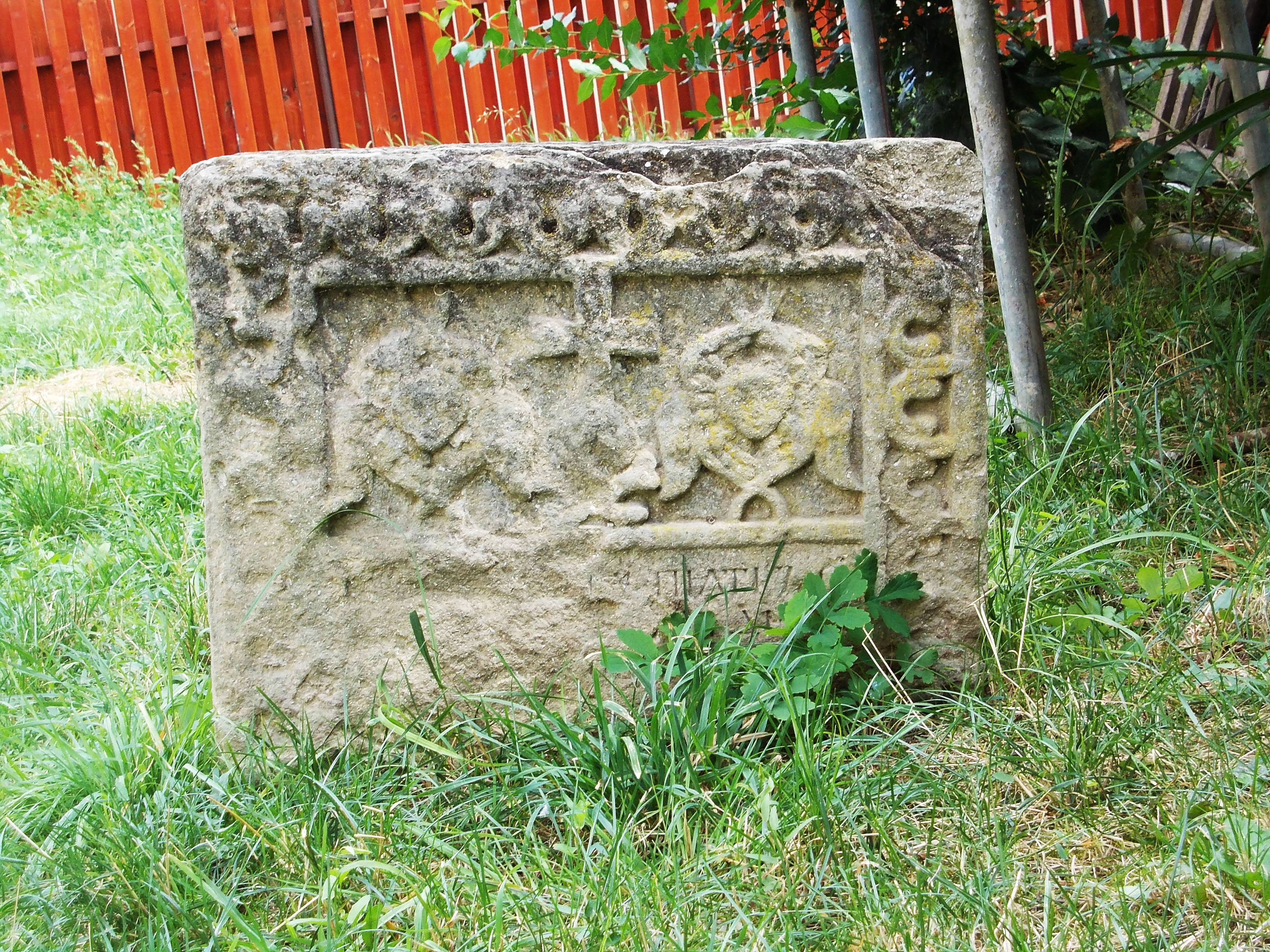
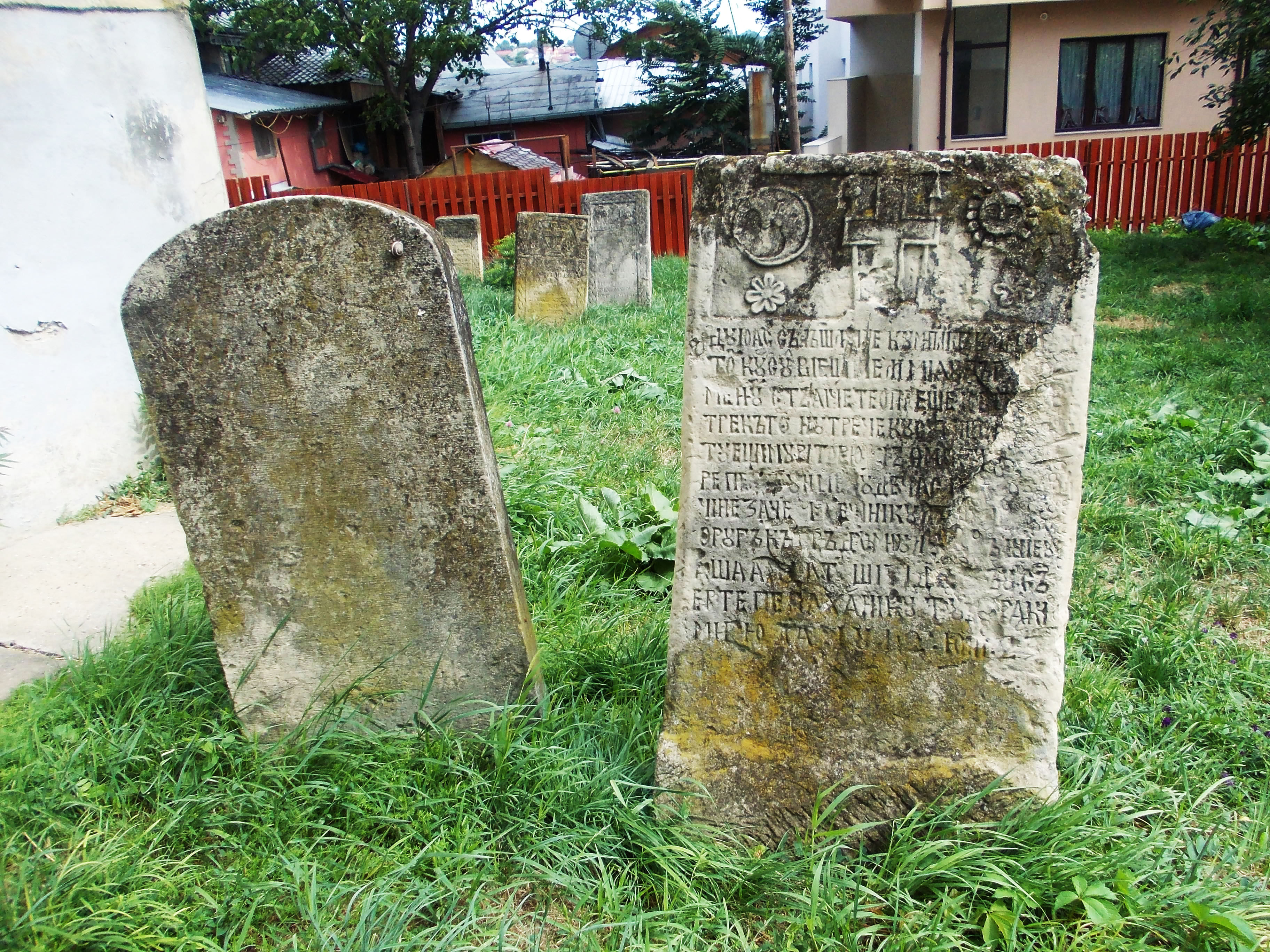
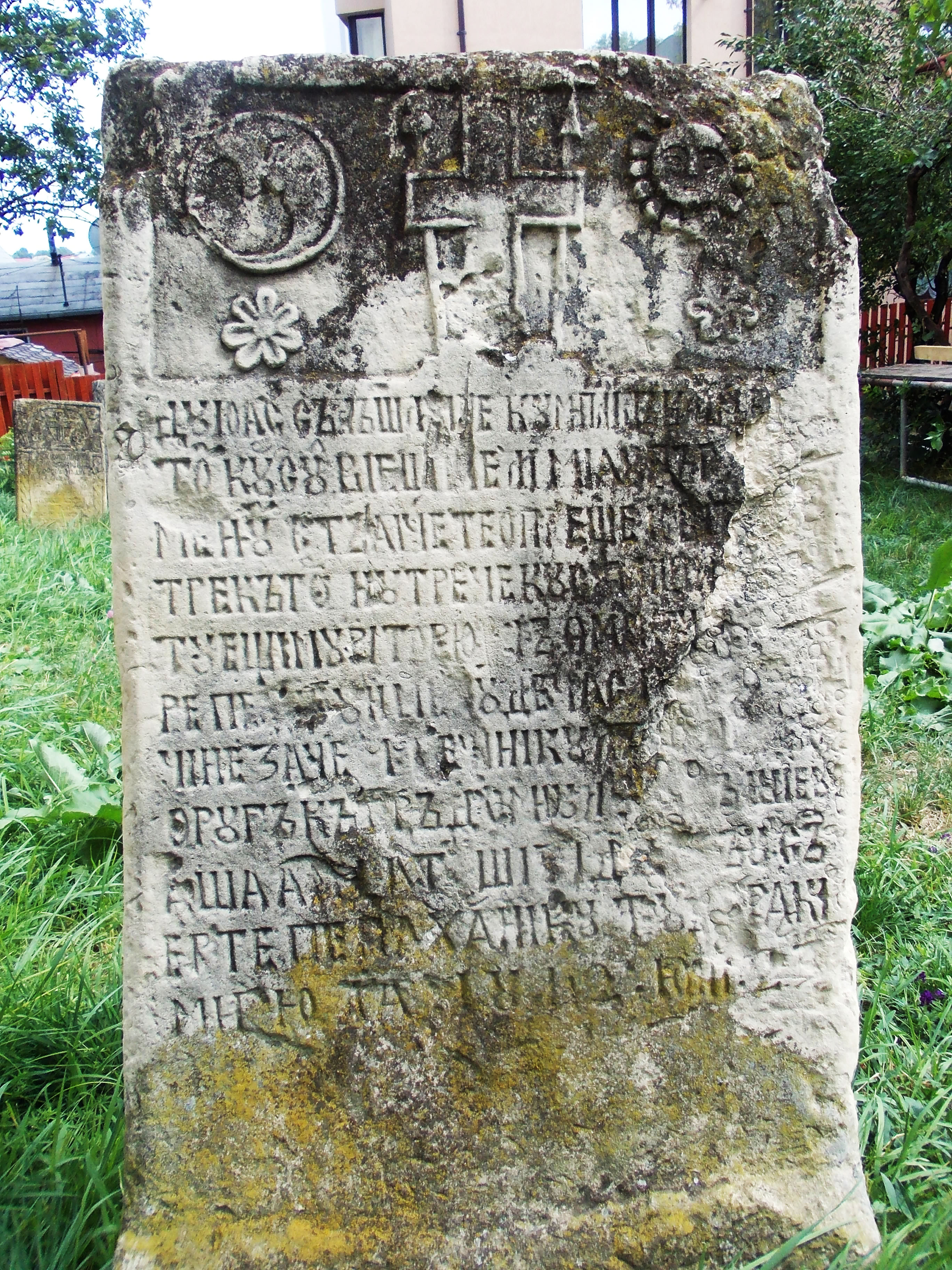
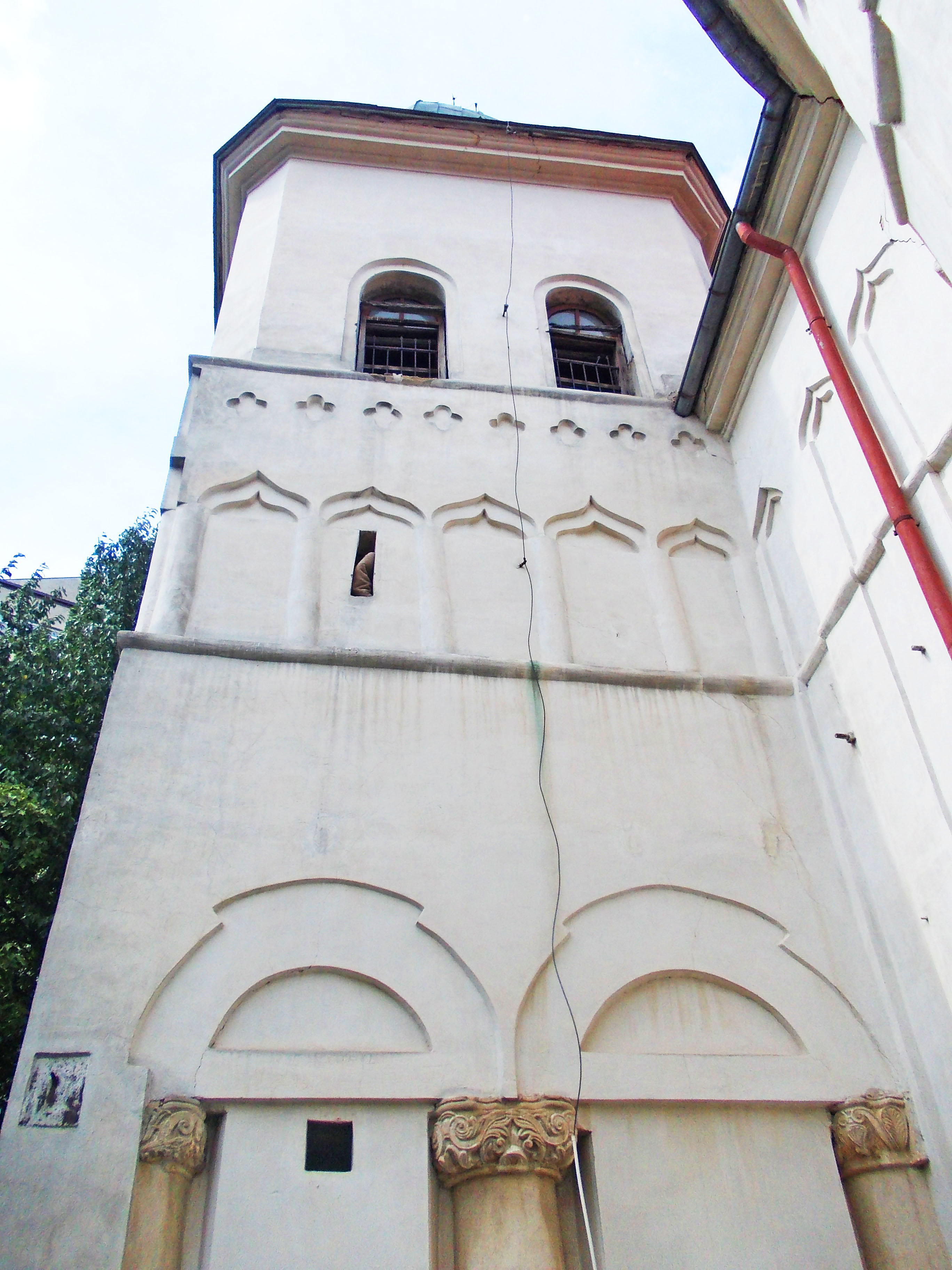
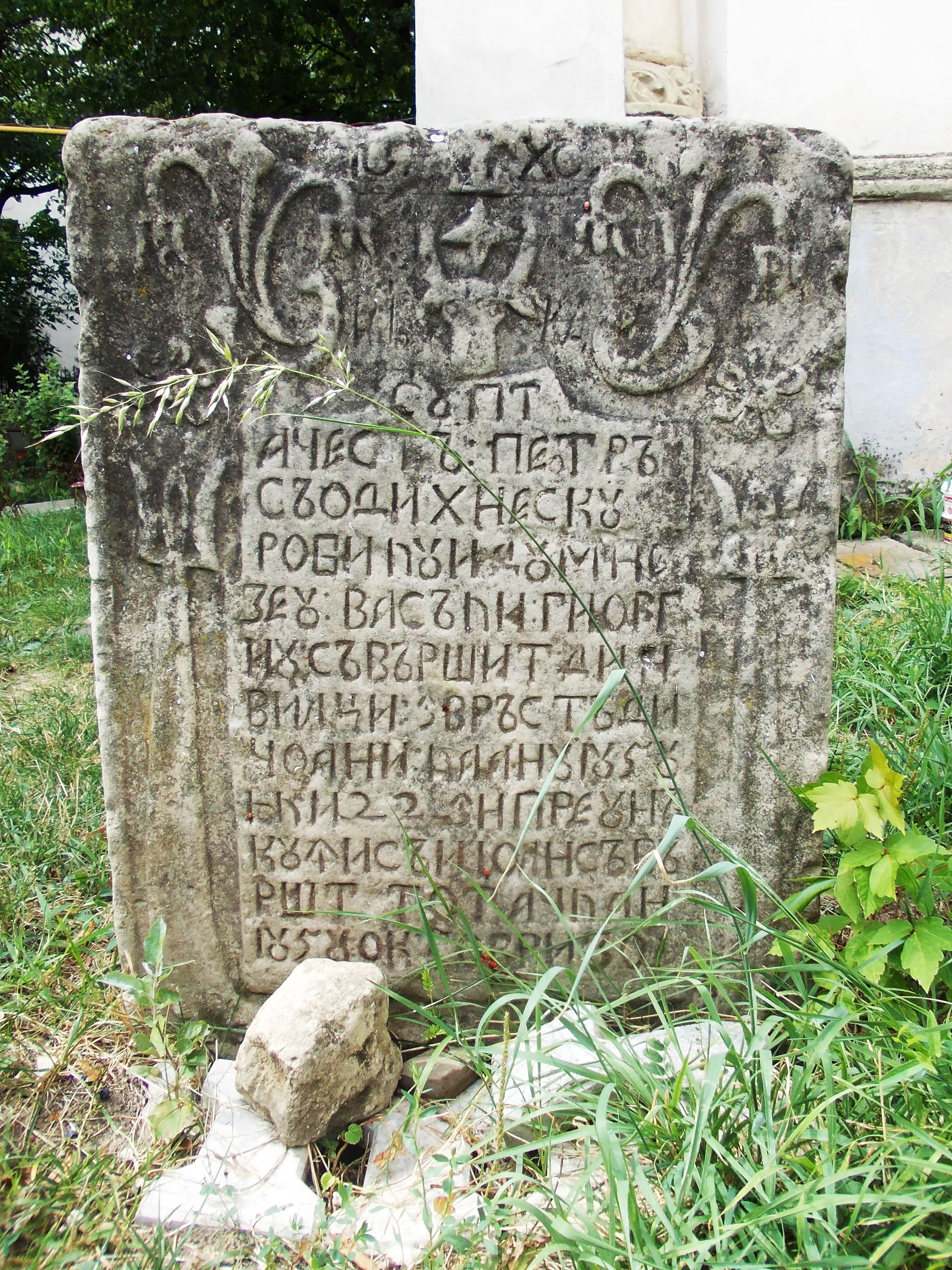
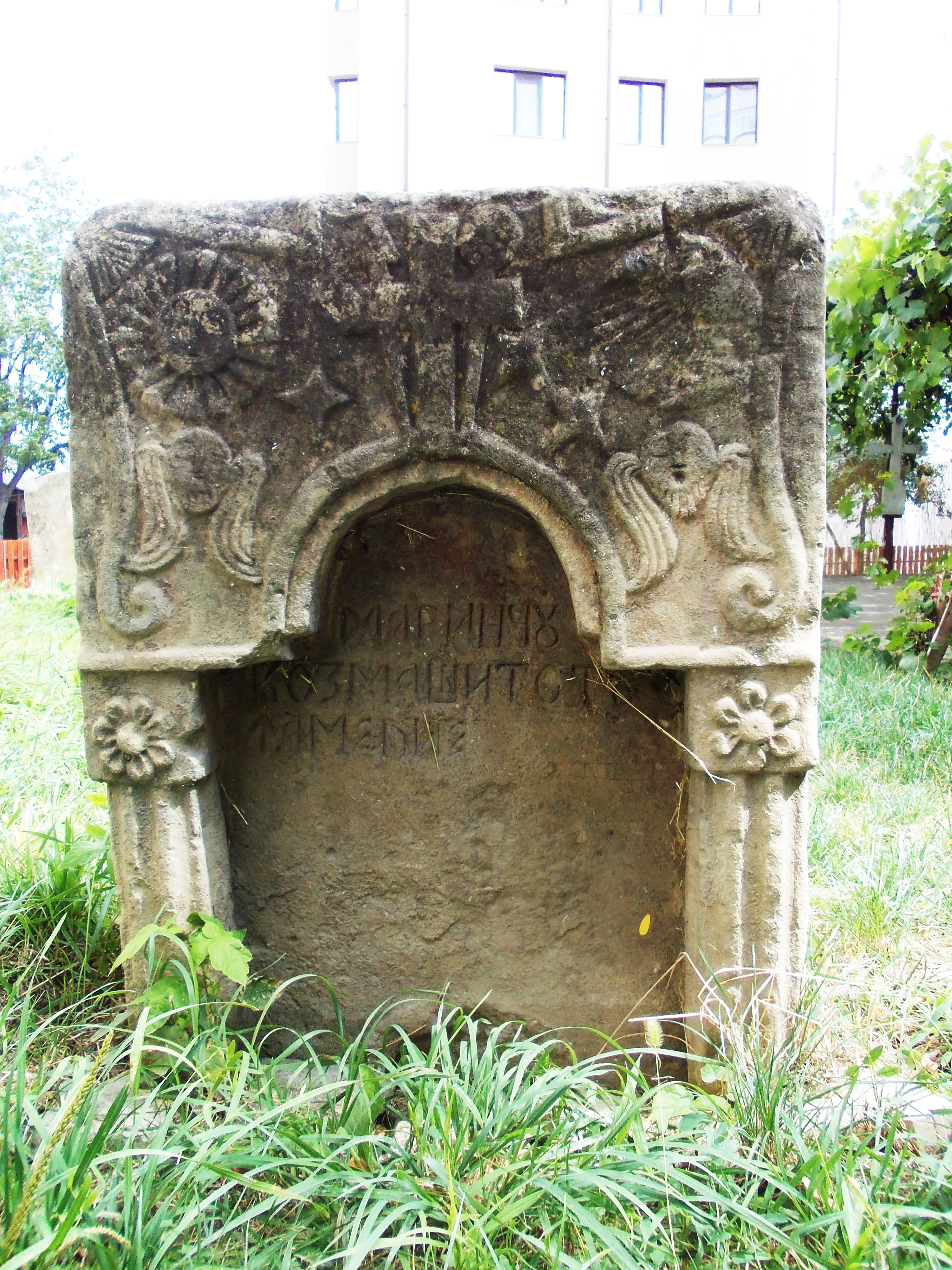
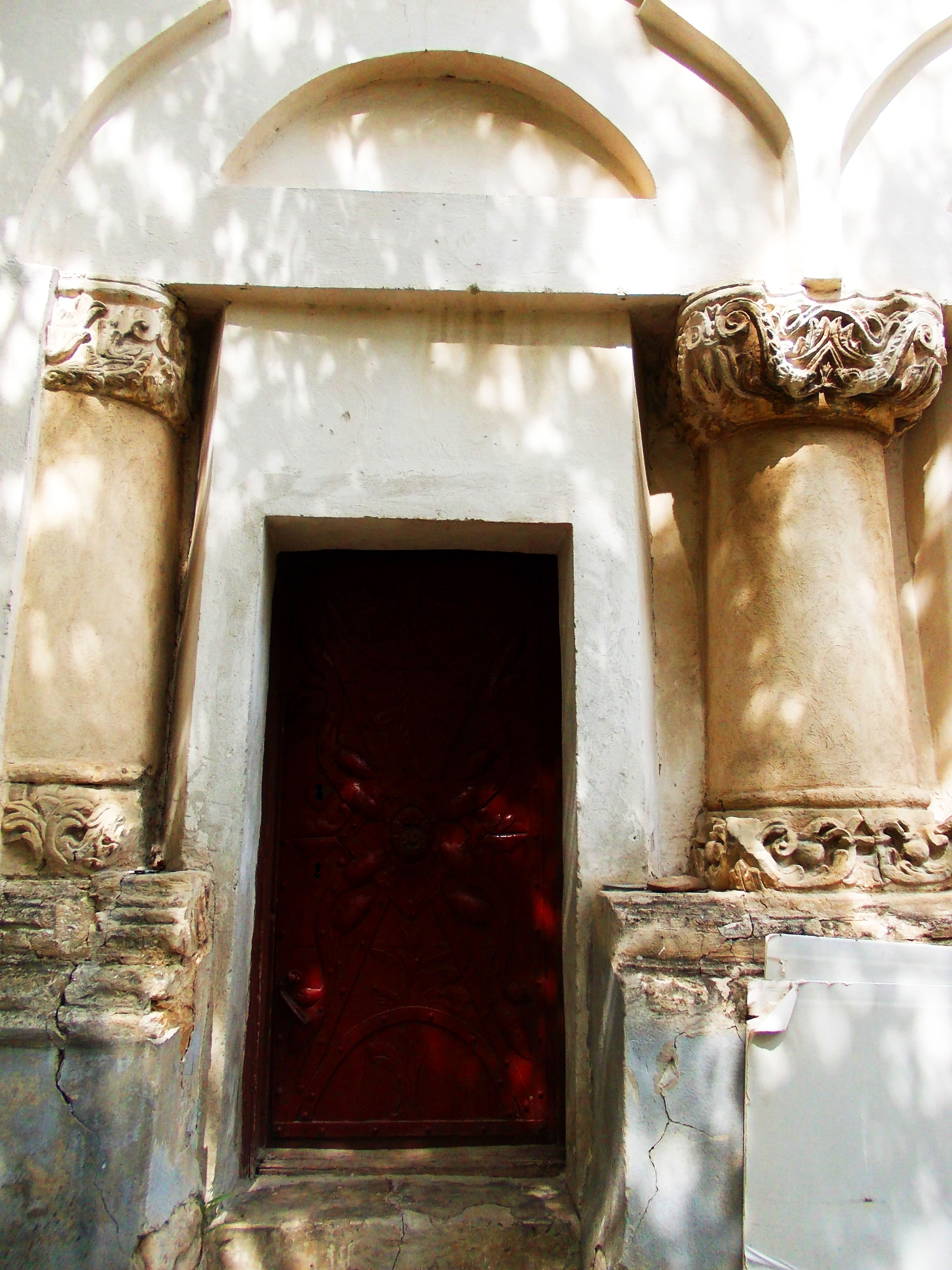
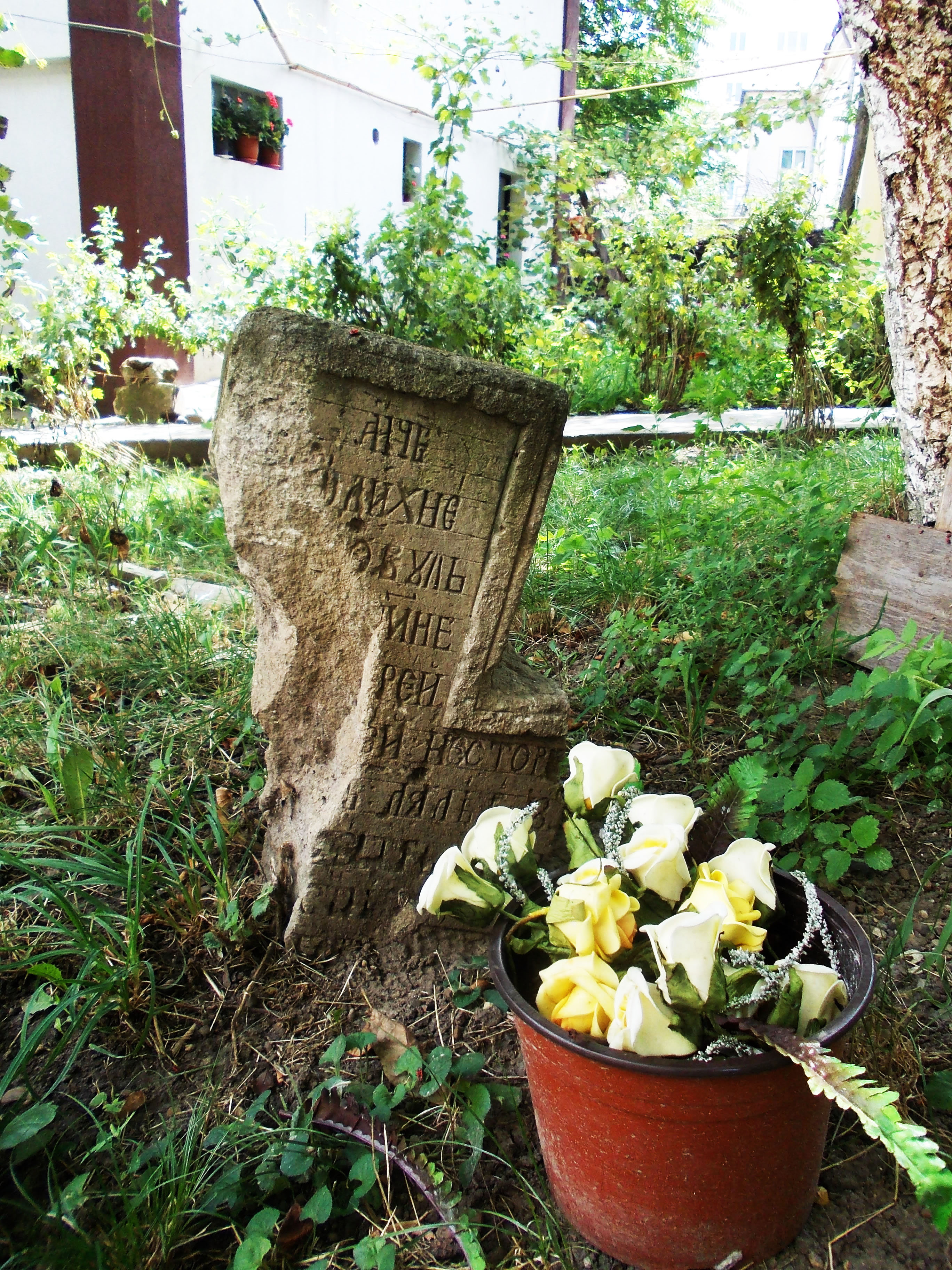
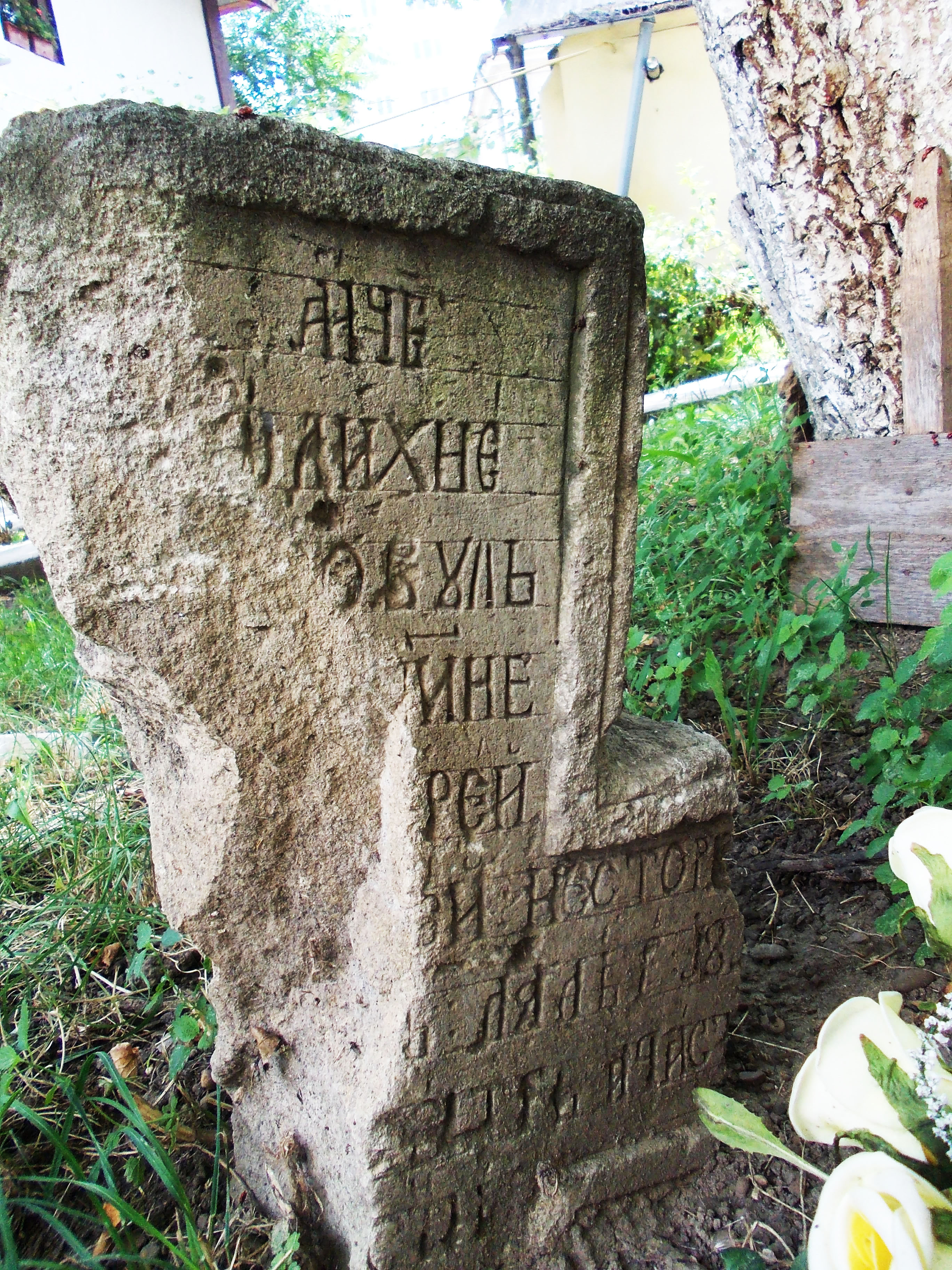
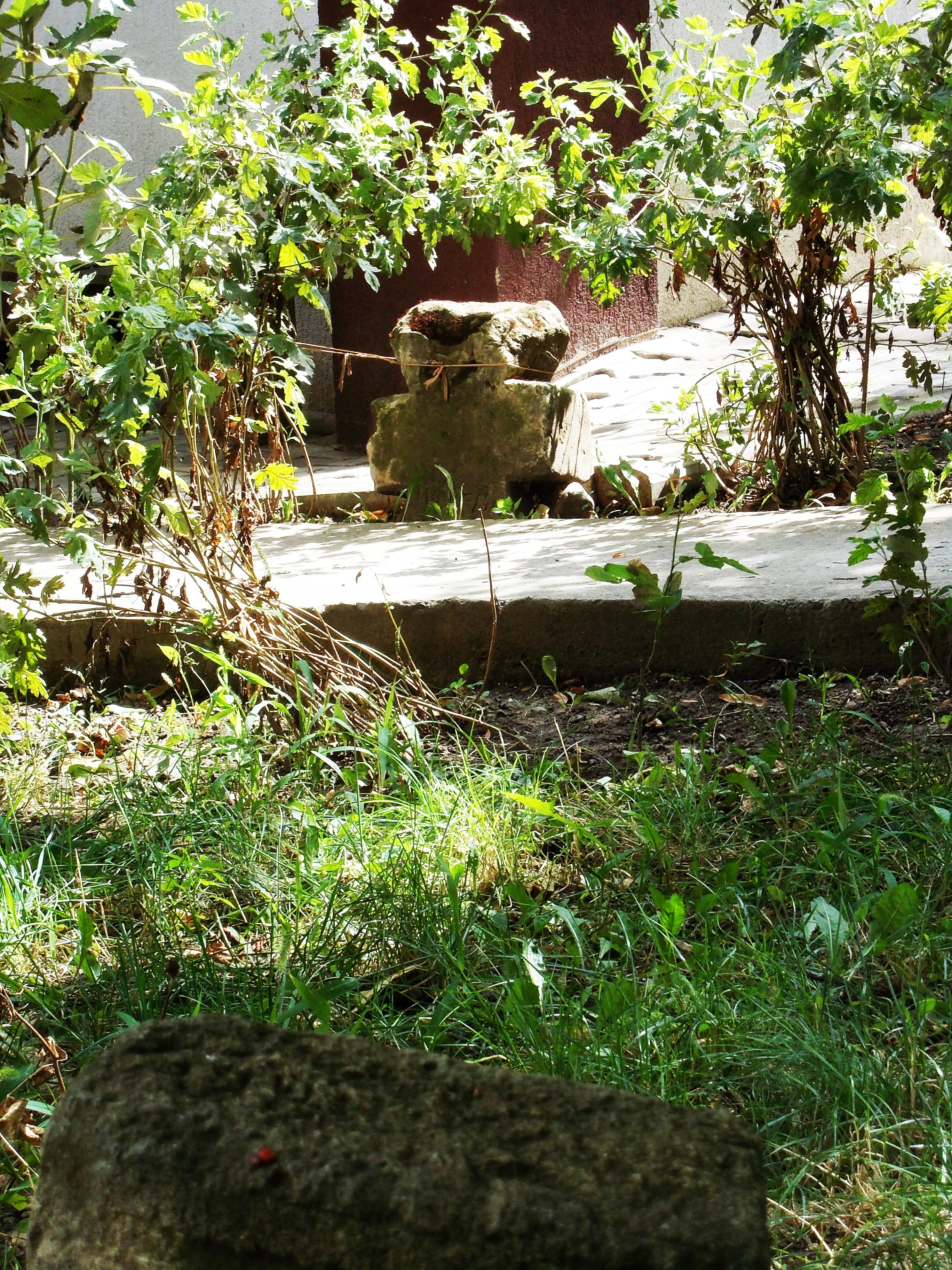
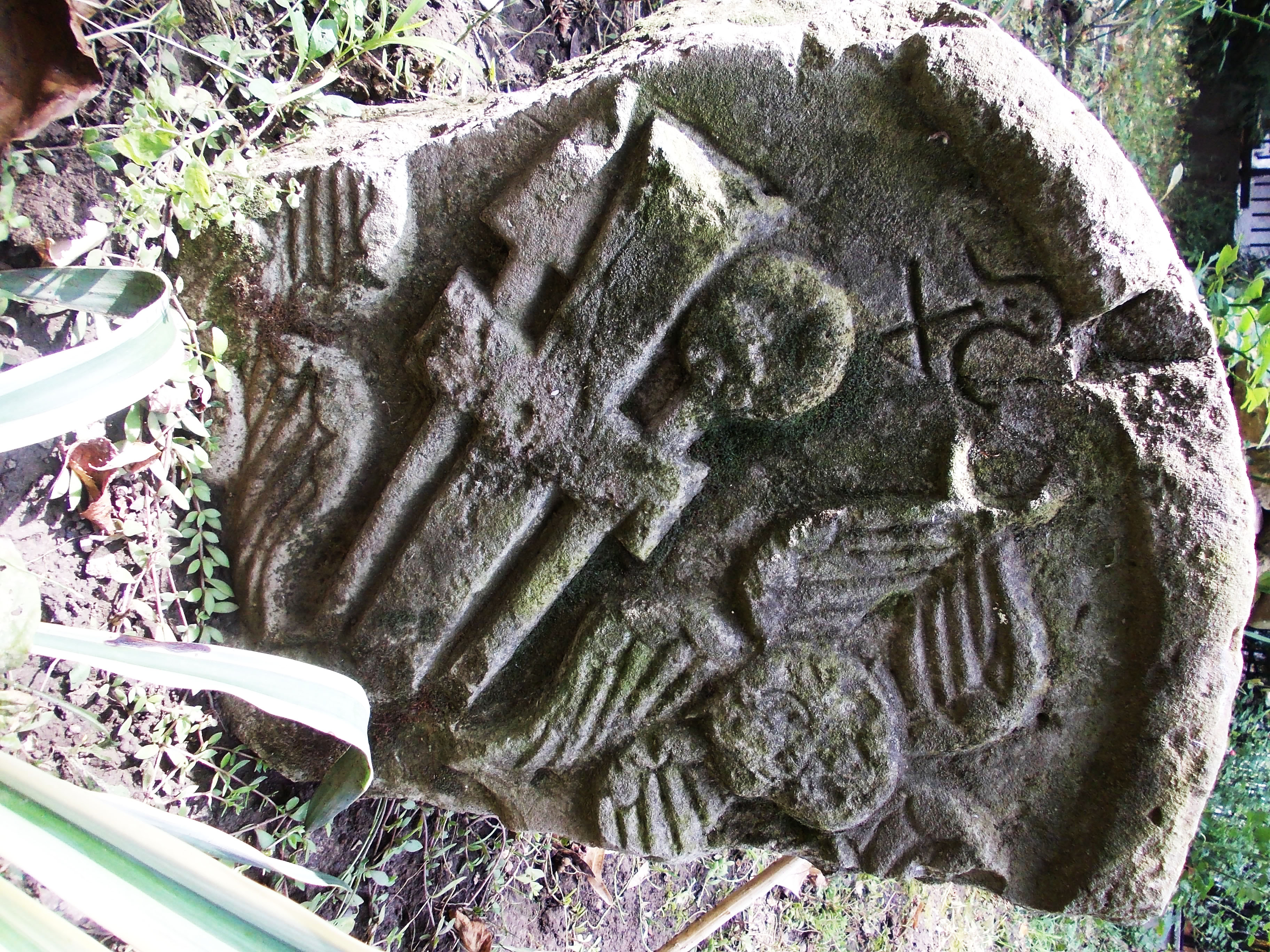
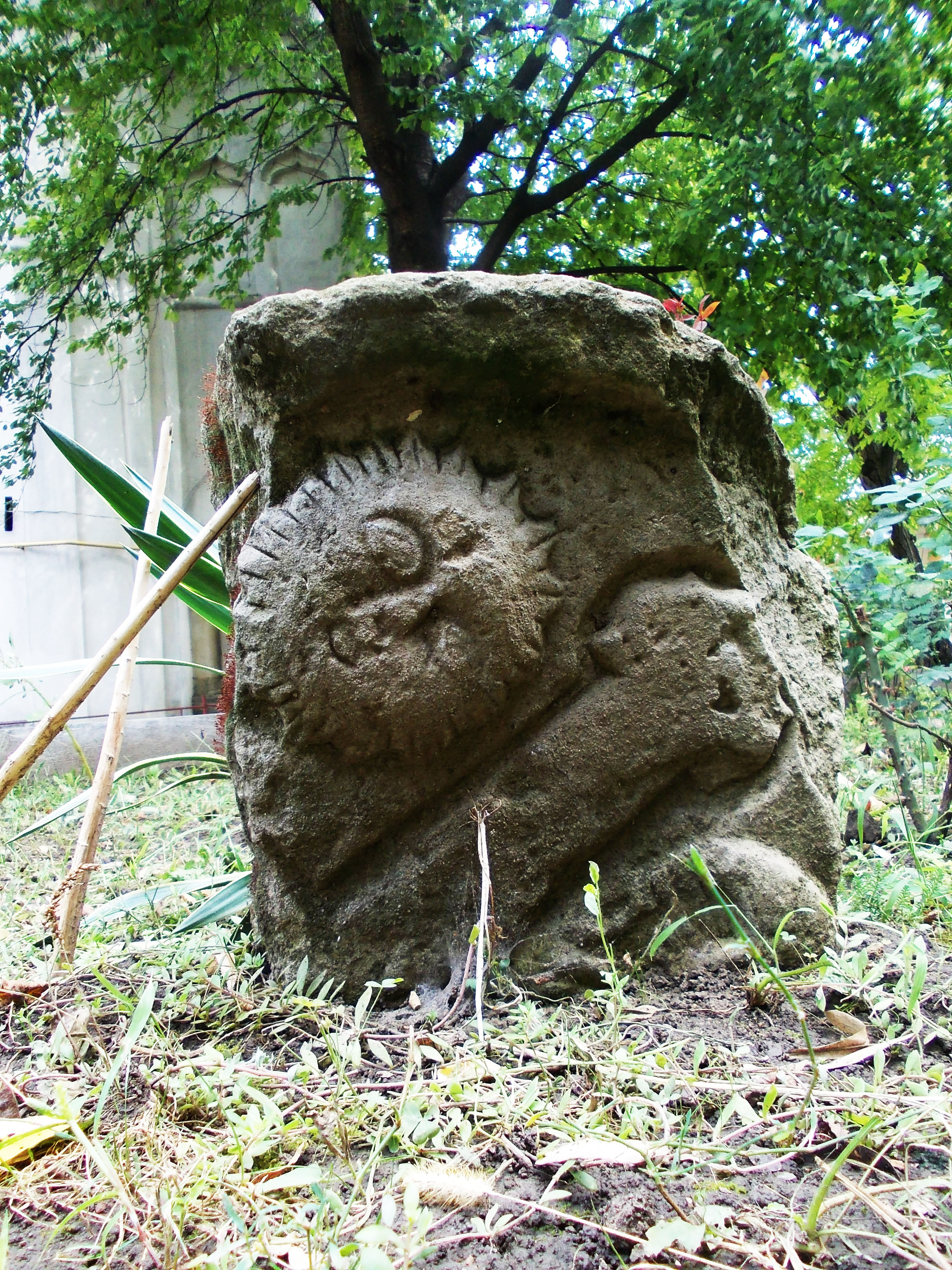